# ویلیس (کانزاس)
ویلیس (به انگلیسی: Willis) شهری در ایالت کانزاس کشور ایالات متحده آمریکا است که جمعیت آن در سرشماری سال ۲۰۱۰ میلادی، ۳۸ نفر بوده‌است.